# Palazzo dell’ex Collegio Aeronautico

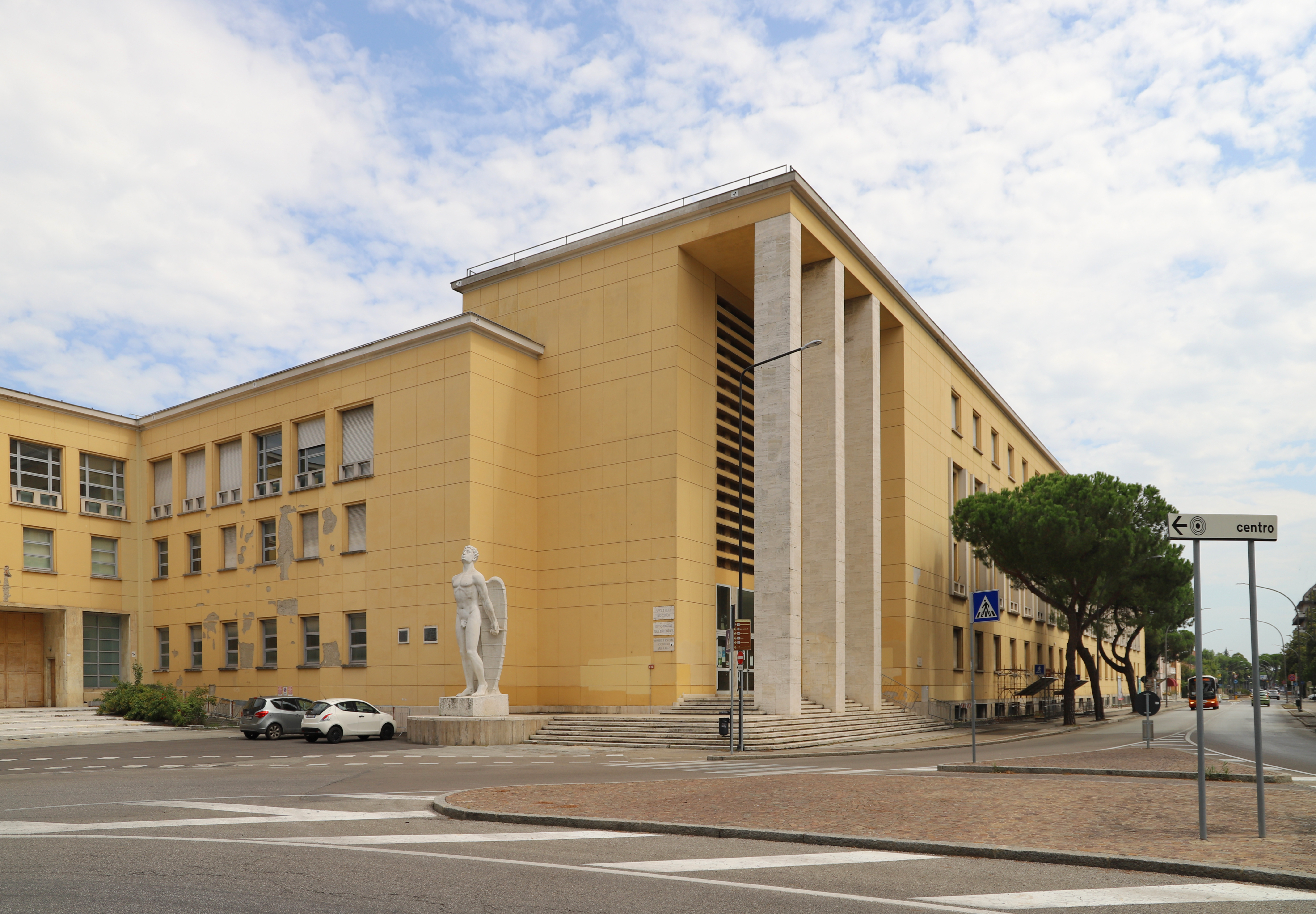
Palazzo dell’ex Collegio Aeronautico in Forlì

Der Palazzo dell’ex Collegio Aeronautico ist ein Palast des italienischen Rationalismus in Forlì in der italienischen Region Emilia-Romagna. Er liegt am Piazzale della Vittoria. Heute wird er für schulische Zwecke genutzt.

## Geschichte
Der Palast, der das erste Istituto Aeronautico (dt.: Luftfahrtinstitut) Italiens aufnehmen sollte, wurde auf Befehl Mussolinis errichtet und stammt aus dem Jahr 1937. Er liegt in einem großen Stadtgebiet mit repräsentativen Gebäuden des Faschismus, da Forlì als „Stadt des Duce“ für repräsentative Funktionen vorgesehen war.
Im August 1943 zwangen die Kriegsereignisse das Institut der Accademia Aeronautica zu einer Verlegung in die Nähe des Collegio Aeronautico, wo die Akademie bis zum 10. September desselben Jahres blieb; dann stellte sie alle ihre Aktivitäten ein.

## Beschreibung
Das in italienischem Rationalismus nach Plänen von Cesare Valle erstellte Gebäude hat zwei Innenhöfe und einen kleinen Vorplatz anschließend an den Piazzale della Vittoria. Es ist Teil der heutigen staatlichen Mittelschule „Marco Palmezzano“. Das Gebäude mit einem ziemlich komplexen Grundriss hat verschiedene Eingänge, wovon zwei Haupteingänge sind: Der vom Piazzale della Vittoria und der von der Viale Roma.

### Eingang vomPiazzale della Vittoria
Der Eingang hat eine große Treppe, die mit Mosaik verziert ist, mit zwei Seitenrampen, die ebenfalls Mosaike tragen. Von dort gelangt man in ein Atrium, dessen Mauern mit Mosaiken verziert sind, die die Geschichte der Luftfahrt und die Heldentaten der Luftfahrt zwischen dem Ersten und Zweiten Weltkrieg zeigen, realisiert mit weißen und schwarzen Fliesen von der Schule von Spengenberg. Vom Atrium gelangt man in einen Saal namens Aula Mappamondi (dt.: Saal der Weltkarten), an dessen Wänden Kartenplanimetrien angebracht sind. Im zweiten Obergeschoss gibt es einen Raum, in dem früher einmal wissenschaftlicher Unterricht stattfand und in dem das Periodensystem der Elemente abgebildet ist. In diesem Flügel hat heute das Liceo ginnasio Giovan Battista Morgagni ihren Sitz.

### Der Eingang von derViale Roma
Dieser Eingang dagegen hat drei Pilaster in Travertin aus Rapolano Terme, vom Straßenniveau durch einige Stufen getrennt. Durch diesen repräsentativen Eingang gelangt man in ein Atrium namens „delle Costellazioni“ (dt.: der Konstellationen), dessen Pflaster, das in weißem und schwarzem Mosaik von der Schule von Spengenberg ausgeführt wurde, eine Himmelskarte der Südhalbkugel darstellt. Auf der Decke dagegen ist in Tempera eine Himmelskarte der Nordhalbkugel gemalt. Auf dem Platz vor dem Gebäude steht in der Nähe des Eingangs eine Statue von Ikarus, die vom Bildhauer Francesco Saverio Palozzi zum Gedenken an Bruno Mussolini geschaffen wurde.